# Дон-1500

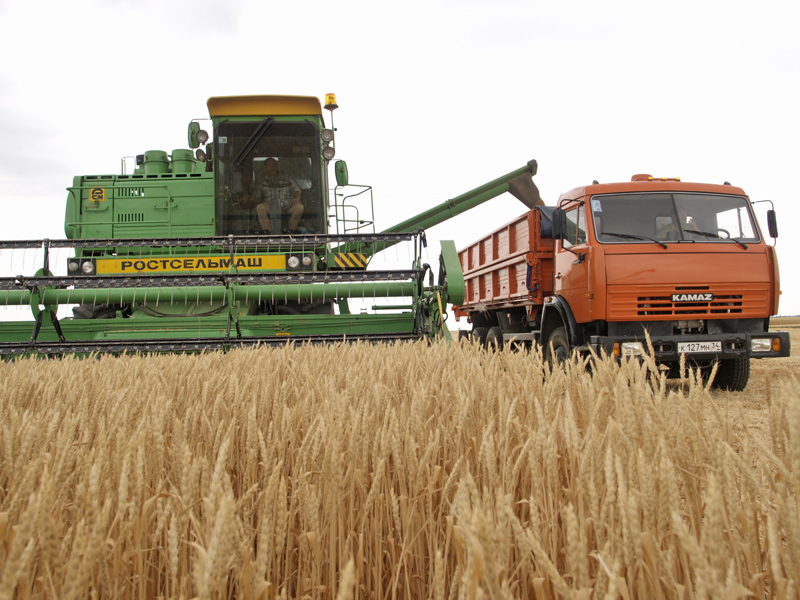
Дон-1500 на уборке зерна в Волгоградской области

Дон-1500 — советский и российский зерноуборочный комбайн третьего поколения, выпускавшийся заводом «Ростсельмаш» с 1986  по 2006 год.  «1500» в названии означает ширину молотильного барабана.

## История
Разработка комбайна была завершена в 1985 году. Прототипом Дон-1500 служил комбайн "Джон Дир 8820". Серийно комбайн начал выпускаться с первого квартала 1986 года. В 1988 году был начат выпуск хедера ХД-5-1500 к комбайну "Дон-1500".
В августе 1983 года комбайн появляется на обложке журнала "Огонек"
В дальнейшем, "Дон-1500" стал одним из самых популярных зерноуборочных комбайнов в СНГ.
По сравнению с моделью СК-5 "Нива" данная модель обладает значительно повышенной пропускной способностью, производительностью, улучшенными характеристиками, увеличенным ресурсом.
Первоначально комбайн оснащался 6-цилиндровым рядным двигателем СМД-31А.
Затем с конца 90-х годов «ДОН-1500» комплектовались дизельными двигателями Д-260 и ЯМЗ-238АК. А поздние бюджетные версии (выпускались параллельно с ранними) - двигателями Евро-3 ЯМЗ-6563.10 и ЯМЗ-6562.10.
На комбайнах «Дон-1500» устанавливалась не привычная коробка передач, а коробка диапазонов скоростей, с тремя режимами движения:
1. Для уборки на полях с уклоном от 4 до 8 градусов.
2. Для уборки на полях с уклоном от 0 до 4 градусов.
3. Транспортное движение с пустым бункером.[7]

В 2005 году зерноуборочный комбайн «Дон-1500Б» получил золотую медаль на международной выставке «УзАгроЭкспо-2005» (Ташкент).
В 2006 году на смену «Дон-1500» пришла серия комбайнов Acros 530 и Vector 410. Но и с началом выпуска новых моделей продолжали выходить небольшие партии Дон-1500Б, а параллельного с ним Дон-1200 сняли с производства.

## Технические характеристики
По сравнению с моделью СК-5 "Нива" данная модель обладает значительно повышенной пропускной способностью, производительностью, улучшенными характеристиками, увеличенным ресурсом. 
- Мощность двигателя ЯМЗ-238АК — 235 л. с.

ЯМЗ-6563.10 - 230 л.с.,
ЯМЗ-6562.10 - 250 л.с.
- Ширина захвата жатки — от 6 до 8,6 м
- Пропускная способность молотилки — 10 — 12 кг/сек.
- Максимальная скорость:
  - Транспортная — 20 км/ч
  - Рабочая — (I/II) до 5 км/ч/до 10 км/ч
- Объём бункера — 6 м³
- Число клавиш соломотряса — 5
- Производительность т/час — 14
- Диаметр барабана, мм — 800
- Ширина молотилки — 1500
- Масса, кг — 13440[7][9]

На эти комбайны устанавливаются копнители, измельчители и разбрасыватели.

## Варианты и модификации
Модификации: ДОН-1500, ДОН-1500А, ДОН-1500Б, Дон-1500Н (для нечернозёмной зоны), Дон-1500Р (рисоуборочный, гусеничный).